# Roscoe Holcomb
Roscoe Holcomb, (nacido Roscoe Halcomb, 5 de septiembre de 1912-1 de febrero de 1981) fue un cantante, guitarrista e intérprete de banjo estadounidense. Fue una prominente figura de la música folk de los Apalaches, e inspiró el término "high lonesome sound" (sonido alto y solitario), acuñado por el folclorista John Cohen. El término "high lonesome sound" es usado para describir a los intérpretes de bluegrass.

## Estilo
El repertorio de Holcomb incluye old-time music, música tradicional y blues. Además del banjo y la guitarra, también tocaba con destreza la armónica y el violín. Fue además un versátil vocalista, interpretando muchas de sus canciones a cappella.
Holcomb cantaba con un acusado acento nasal, siguiendo el tradicional estiloOld Regular Baptist. Bob Dylan, describió su forma de cantar como una "indómita sensación de control." Además del propio Dylan, Holcomb es citado como fuente de inspiración por artistas como Stanley Brothers y Eric Clapton.

## Biografía
Holcomb trabajó como minero, trabajador de la construcción y granjero antes de dedicarse a la música. Su primera grabación data de 1958 y su carrera profesional cobró impulso durante el revival folk de los años 60. Debido a lo que describió como lesiones que sufrió durante su larga carrera como trabajador, Holcomb finalmente no pudo trabajar por períodos más que breves, y sus ingresos posteriores provinieron principalmente de su música. Dio su último concierto en 1978. Aquejado de asma y Enfisema pulmonar por su trabajo como minero, falleció en 1981 a la edad de 68 años.

## Discografía
- The Music of Roscoe Holcomb and Wade Ward, Folkways Records, 1962
- The High Lonesome Sound, Folkways Records, 1965
- Close to Home, Folkways Records, 1975